# اکسس سافت‌ور
اکسس سافت‌ور (انگلیسی: Access Software) شرکت بازی ویدئویی آمریکایی است، که در سال ۱۹۸۲ تأسیس شد.